# 23-й домобранский Зарский пехотный полк
23-й домобранский Зарский пехотный полк (нем. k.k. 23. Landwehrinfanterieregiment Zara, хорв. 23. domobranska pješačka pukovnija Zadar, словен. Cesarsko-kraljevi deželnobrambovski pehotni polk št. 23) — пехотный полк Австрийского ландвера (ополчения вооружённых сил Австро-Венгрии). Штаб-квартира полка располагалась в Задаре с 1909 года. Полк участвовал в боях на Итальянском фронте Первой мировой войны, отличившись во Второй и Шестой битвах при Изонцо. Де-факто был горнострелковым подразделением.

## История

### Образование
Полк образован в 1893 году из 79-го задарского, 80-го сплитского, 81-го дубровникского и 82-го которского домобранских батальонов. Совместно с 37-м домобранским Гружским пехотным полком, а также полками из Тироля и Каринтии 23-й полк проходил подготовку и обучение боям в горных условиях.

### Снаряжение
Солдаты данного полка носили специальную военную форму «спортивного покроя», которая подходила для походов в горы. Неотъемлемой частью формы и снабжения были зимние плащи, альпинистское снаряжение, очки для защиты от снега и утеплённые сапоги.

### Состав
Полк укомплектовывался преимущественно выходцами из Далмации: до 82% личного состава полка составляли хорваты и сербы, остальные нации — 18%.

### Служба в Первую мировую войну
После начала Первой мировой войны в составе 5-й горной бригады полк был переброшен на территорию Боснии и Герцеговины, откуда отправился в Сербию. В мае 1915 года он был переброшен в Тузлу, откуда направился на Итальянский фронт. 11 июня полк вступил в бой за плацдарм в Горице, отбивая наступления итальянцев одно за другим и 18 июня отбил на реке Пьяве удар итальянской бригады. Оборону на итальянском фронте полк держал и в июле. 15 октября полк получил благодарность «за выдающиеся заслуги» от командования, а именно за отражение итальянских атак на линии Сальцано-Мерна (от Випавы до Локвице). 30 ноября 1915 полк отличился во время очередного сражения за Изонцо, проведя удачную контратаку и выбив итальянцев с только что занятых ими позиций. В мае 1916 года полк отошёл в Горицу, а к середине 1916 года вышел в Савонью. 3 ноября 1916 отражал наступление итальянцев близ Собера и к востоку от Вртойбе.
В мае 1917 года после реформ императора Карла I вместо понятий «ландвер» и «домобранство» стало упоминаться понятие «шутцен» (нем. Schützen), и тем самым домобранский полк стал называться 23. Schützenregiment (или 23-й стрелковый полк).

## Командиры
- Йосип Лулич (1898)[17]
- полковник граф Вильгельм Аттемс-Петценштейн (1903—1907)
- полковник Йоханн Зауэрвайн (1908—1910)
- полковник Йоханн, эдлер фон Зауэрвайн (1911—1912)
- полковник Альфред Плескотт (1913—1914)[1]

## Галерея

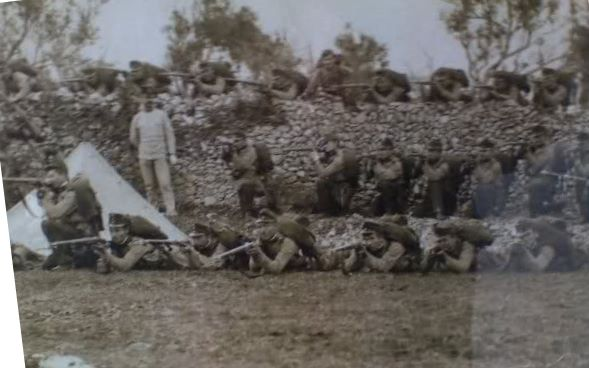
Солдаты полка на фронте
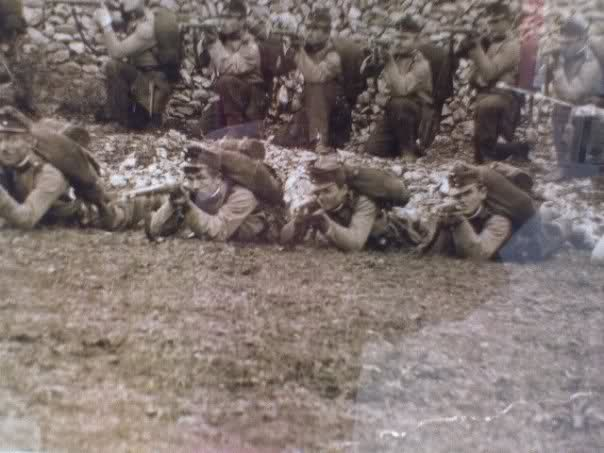
Солдаты полка на фронте
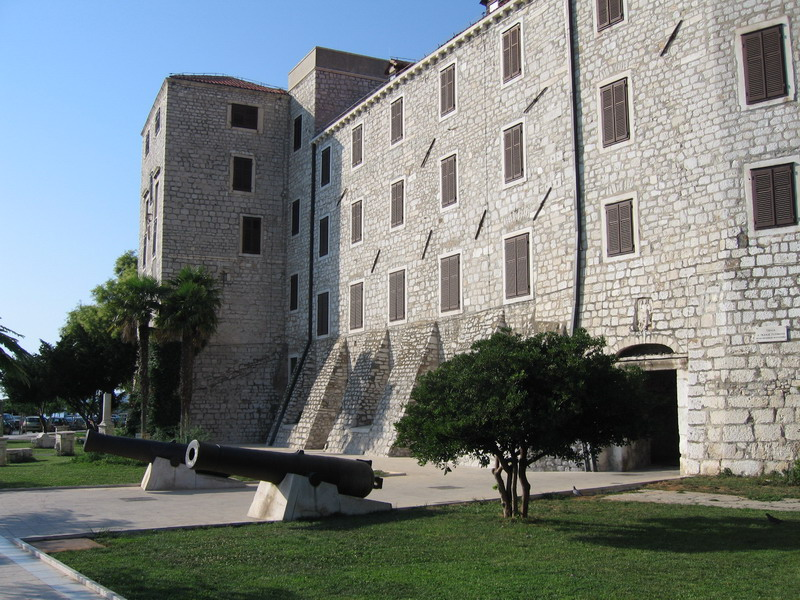
Казарма полка в Шибенике (ныне музей)
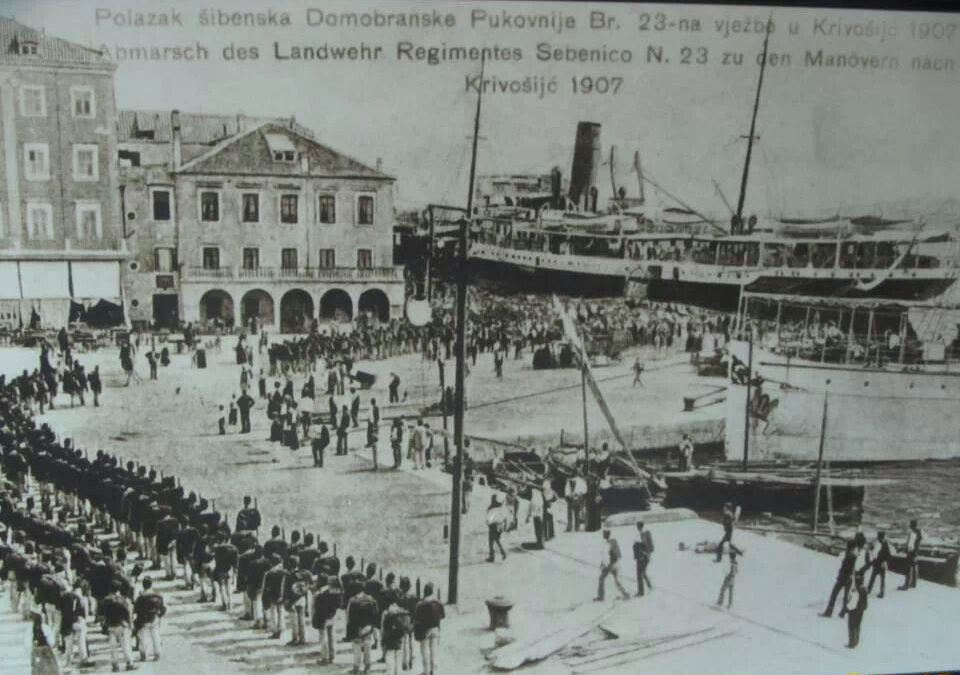
Построение полка в Шибенике перед отплытием (1907)